# Internationale Aktionswarenmesse
Die   Internationale Aktionswaren- und Importmesse (IAW) auf dem Kölner Messegelände ist eine Konsumgütermesse für Aktionswaren. Sie richtet sich ausschließlich an Fachbesucher. Veranstalter ist die Nordwestdeutsche Messegesellschaft. Die IAW-Messe fand erstmals im Frühjahr 2005 statt und gilt damit als erste internationale Messe für Aktionswaren in Deutschland.
Zweimal im Jahr, im Frühjahr und im Herbst, zeigen auf etwa 30.000 Quadratmetern Ausstellungsfläche zuletzt rund 350 Aussteller den etwa 9000 Fachbesuchern (Stand: September 2019) auf der IAW Aktionswaren für die Bereiche:
- Lebensmittel und Getränke
- Drogerie und Kosmetik
- Textilien und Bekleidung
- Haushaltswaren und Bürobedarf
- Spielzeug
- Saison- und Trendprodukte
- Elektronikartikel, Computer und Zubehör
- Heimwerkerbedarf und Eisenwaren
- Kleinmöbel und Accessoires
- Geschenkartikel, Schmuck und Uhren
- Dienstleistungen, E-Commerce
- Gartenprodukte
- Blumen und Pflanzen
- Sport- und Freizeitartikel
- Heimtierbedarf
- Private Label / Eigenmarken

Fester Bestandteil der IAW ist die E-Commerce Arena und das IAW-Trendforum. Gemeinsam bieten beide Foren für digitalen und stationären Handel ein Rahmenprogramm. Themen sind zum Beispiel Online-Marktplätze, E-Commerce-Trends, Marketing, Multichannel oder stationärer Handel. Die Workshops und Vorträge sind gratis für alle Messebesucher. Um die E-Commerce Arena befindet sich zudem das „e-commerce quarter“, ein spezieller Ausstellungsbereich, der System- und Service-Anbieter für den digitalen Handel zusammenführt. Außerdem wird im Rahmen des Trendforums die Verleihung der IAW Trendseller Product Awards durchgeführt. Eine Jury aus Marktforschung, Werbung und Handel wählt aus Produkten und Neuheiten solche aus, denen besonders große Chancen am Markt zugetraut werden. Zielgruppen der IAW sind Einkäufer aus Onlinehandel, Verbrauchermärkten, von Discountern, Supermarktketten, Einkaufsorganisationen, Versandhandel und individuellem Einzelhandel, Möbelmärkten und Baumärkten.

## Weblink
- Internetseite der IAW